# Собача петрушка
{{#ifeq:0|0|{{#if:|{{#if:Aethusacynapium|[[]}}|}}}}
Собача петрушка звичайна, блекіт (Aethusa cynapium L.) — зілляста однорічна, рідко дворічна рослина монотипного роду собача петрушка з родини окружкових.

## Опис
Переважно однорічний, але іноді й дворічний насіннєвий бур'ян зі стрижневим коренем, який швидко розмножується, та масово розростається на пухких, багатих на поживні речовини, здебільшого вапнистих, глинистих грунтах.
Росте серед чагарників, у лісах, особливо заплавних. У більшій частині України, крім Степу. Свіже зілля містить 0,015 % ефірної олії. Рослину вважають отруйною, але випадки отруєння трапляються рідко. 